# Directiva de màquines
La Directiva de màquines, la Directiva 2006/42/CE del Parlament Europeu i del Consell, de 17 de maig de 2006, és una directiva de la Unió Europea relativa a les màquines i a determinades parts de màquines. El seu principal objectiu és garantir un nivell de seguretat comú en les màquines introduïdes al mercat o posades en servei a tots els estats membres i garantir la llibertat de circulació dins de la Unió Europea, tot establint que "els estats membres no prohibiran, restringiran ni impediran la introducció al mercat i/o la posada en servei al seu territori de màquines que compleixin amb [la] Directiva".

## Directives econòmiques europees
Les directives econòmiques s'apliquen als productes. Es van adoptar en el marc del nou enfocament per tal de facilitar la lliure circulació de mercaderies i productes a la Unió Europea eliminant les barreres comercials al mercat europeu. La particularitat d'aquestes directrius és que estableixen els requisits bàsics o Requisits Essencials de Salut i Seguretat (RSES) que s'apliquen a tots els fabricants que vulguin introduir els seus productes al mercat europeu. Si un producte compleix els requisits essencials de salut i seguretat, el producte es pot introduir al mercat.
Una manera de demostrar el compliment dels ESHR es pot fer mitjançant el compliment de les normes europees harmonitzades o qualsevol altra solució que permeti demostrar un nivell de seguretat similar.
En conseqüència, la Directiva de màquines pertany a la legislació econòmica. S'aplica als productes dissenyats per ser venuts (o habilitats) a la Unió Europea per primera vegada. S'adreça als fabricants, importadors i distribuïdors de maquinària i components de seguretat i s'aplica als equips nous. Aquesta directiva harmonitza el nivell de seguretat dels productes dissenyats i fabricats per diferents fabricants. Les màquines ja instal·lades queden fora de l'àmbit d'aplicació d'aquesta Directiva, perquè ja són al mercat. La revenda de màquines usades es regeix per les lleis nacionals.

## Àmbit
La directiva s'aplica a les maquinàries, així com als equips intercanviables, components de seguretat, accessoris d'elevació, cadenes/cordes/corretges, dispositius de transmissió mecànica amovibles i màquines parcialment acabades.
La maquinària que està coberta per directives més específiques queda exclosa de l'àmbit d'aplicació d'aquesta directiva. La maquinària exclosa de l'àmbit d'aplicació inclou:
- tractors agrícoles i forestals
- vehicles de motor i els seus remolcs
- certs productes elèctrics i electrònics com ara electrodomèstics o equips d'oficina

## Primera publicació
La primera publicació de la Directiva de màquines va tenir lloc el 1989: la Directiva 89/392/CEE del 14/06/1989, publicada al DO L 183 del 29/06/1989 d'acord amb l'article 100a del Tractat de Roma. La data d'entrada en vigor d'aquesta Directiva va ser l'1 de gener de 1993, amb una data d'entrada en vigor obligatòria de l'1 de gener de 1995.
Posteriorment, es van introduir les directives següents que modifiquen la Directiva 89/392/CEE.
- Directiva 91/368/CEE, que va ampliar l'àmbit d'aplicació de la Directiva de màquines als equips intercanviables, les màquines de moviment i elevació (excloent-hi les persones). Per tant, s'ha ampliat l'annex I (afegint/modificant les parts 3, 4 i 5 de l'annex I de la Directiva).
- Directiva 93/44/CEE, que va ampliar l'àmbit d'aplicació de la Directiva de màquines:
  - components de seguretat,
  - Maquinària destinada a l'elevació,
  - el moviment de persones.
- La Directiva 93/68/CEE ha introduït disposicions harmonitzades relatives al marcatge "CE".

## Segona publicació
Una segona publicació de la Directiva de màquines va tenir lloc el 1998: la Directiva 98/37/CE, de 22 de juny de 1998, relativa a l'harmonització de les legislacions de tots els Estats membres relatives a les màquines. Aquesta directiva és la versió codificada de la Directiva 89/392/CEE modificada per les directives esmentades anteriorment.
Directiva de màquines 1998/37/CE Aquesta va ser modificada per la directiva següent:
- La Directiva 98/79/CE ha estat una modificació menor relacionada amb l'exclusió dels productes sanitaris.

La Directiva de màquines 98/37/CE va romandre en vigor fins al 29 de desembre de 2009.

## Tercera publicació
La tercera publicació de la Directiva de màquines va tenir lloc el 2006, anomenada nova Directiva 2006/42/CE, i es va adoptar l'abril i el 9 de juny de 2006 i es va publicar al Diari Oficial de la UE.
El primer considerant de la Directiva 2006/42/CE assenyala que aquesta «nova Directiva de màquines» no és completament nova, sinó que es basa en la Directiva 98/37/CE, que ha codificat la Directiva «Màquines» 89/392/CEE modificada per les directives 91/368/CEE, 93/44/CEE, 93/68/CEE i 98/79/CE.
Els requisits de la nova Directiva de màquines es van transcriure a la legislació nacional de cada país de la Unió Europea (la transcripció s'havia de fer abans del 29 de juny de 2008), de manera que aquesta nova Directiva de màquines s'aplicarà a partir del 29 de desembre de 2009 i substituirà la Directiva de màquines 98/37/CE.
Els requisits d'aquesta directiva de màquines i els reglaments europeus associats afecten tant els fabricants de components de màquines i seguretat com els distribuïdors i usuaris de maquinària. La Directiva 2006/42/CE estableix els fonaments i la base reguladora per a l'harmonització dels requisits essencials de salut i seguretat (EHSR) en l'àmbit de les maquinàries a nivell comunitari.
El 2009 no va tenir lloc cap període de transició, ja que els fabricants van tenir més de tres anys per anticipar-se a aquests desenvolupaments i estar al corrent dels nous requisits.
Els canvis en relació amb els requisits essencials de salut i seguretat (EHSR) de la directiva anterior no modifiquen profundament els requisits essencials de salut i seguretat (EHSR).

## Retirada i substitució
Un nou Reglament (UE) 2023/1230 del Parlament Europeu i del Consell, de 14 de juny de 2023, relatiu a les màquines, substitueix la Directiva 2006/42/CE, relativa a les màquines. El Reglament s'aplica a partir del 20 de gener de 2027. Tanmateix, algunes normes s'apliquen abans, com ara els requisits per als organismes notificats, el 20 de gener de 2024.